# Панмиксия
Панмикси́я (от др.-греч. πᾶν — всё и μῖξις — смешение) — свободное скрещивание разнополых особей с различными генотипами в популяции перекрёстно оплодотворящихся организмов. Словарь по репродуктивной биологии и генетике покрытосеменных растений определяет панмиксию, такː «Панмиксия (panmixia, random mating) — теоретическое представление, согласно которому все варианты опыления и скрещивания в популяции реализуются с равной вероятностью (см. Автогамия, Аутбридинг)».
Та или иная степень панмиксия характерна для большинства видов животных (размножающихся половым путем) и растений. Полная панмиксия возможна лишь в идеальных популяциях (бесконечно больших, без давления естественного отбора, мутаций, миграций, окружающей среды,без влияния изоляции). В таких популяциях достигается случайное комбинирование гамет и равновесное распределение частот генотипических классов особей в соответствии с законом Харди — Вайнберга. Внутри популяции панмиксия должна быть выше, чем между соседними популяциями этого вида.